# Saldinia littoralis
Saldinia littoralis är en måreväxtart som beskrevs av Cornelis Eliza Bertus Bremekamp. Saldinia littoralis ingår i släktet Saldinia och familjen måreväxter. Inga underarter finns listade i Catalogue of Life.